# Lemnhults församling
Lemnhults församling var en församling i Växjö stift och Vetlanda kommun. Den 1 januari 2006 uppgick församlingen i Korsberga församling.
Församlingskyrka var Lemnhults kyrka.

## Administrativ historik
Församlingen har medeltida ursprung.
Församlingen var annexförsamling i pastoratet Korsberga, Lemnhult och (Södra) Solberga som 1992 utökades med Nye, Näshults och Stenberga församlingar. År 2006 uppgick församlingen i Korsberga församling.
Församlingskod var 068510.

## Komministrar
| Ämbetstid | Namn                          | Levnadstid | Övrigt                                       |
| --------- | ----------------------------- | ---------- | -------------------------------------------- |
| 1577      | Östen                         |            | Senare kyrkoherde i Skirö församling.        |
| 1593      | Hemming Petri                 |            |                                              |
| 1685      | Gudmund                       |            |                                              |
| 1647–1670 | Magnus Jonae                  | –1670      |                                              |
| 1671–1708 | Jonas Petri Hjelm             | 1629–1708  |                                              |
| 1708–1752 | Petrus Lindewall              | 1683–1752  |                                              |
| 1753–1774 | Sven Nymansson                |            | Senare kyrkoherde i Karlstorps församling.   |
| 1775–1782 | Magnus Klintin                |            | Senare kyrkoherde i en församling.           |
| 1782–1804 | Anders Magnus Lagergren       | 1746–1804  |                                              |
| 1805–1839 | Jonas Almark                  | 1759–1839  |                                              |
| 1840–1852 | Johan Wilhelm Sjögren         |            | Senare kyrkoherde i Åseda församling.        |
| 1853–1867 | Daniel Gustaf Pontén          |            | Senare kyrkoherde i en församling.           |
| 1868–1882 | Gustaf Edvard Springer        | 1828–1882  |                                              |
| 1884–1896 | Frans August Linderholm       |            | Senare kyrkoherde i Almundsryds församling.  |
| 1897–1911 | Samuel Alfred Linder          |            | Senare kyrkoherde i Pjätteryds församling.   |
| 1912–1924 | Karl Johan Emanuel Källstrand |            | Senare kyrkoherde i Stenbrohults församling. |
| 1926–     | Karl Joel Ödeen               | 1899–      |                                              |

## Klockare, kantor och organister
| Ämbetstid | Namn                   | Levnadstid | Övrigt                |
| --------- | ---------------------- | ---------- | --------------------- |
| 1745      | Sven                   |            | Organist och klockare |
| 1749-1770 | Sven Flysell           | 1717-      | Organist och klockare |
| 1771-1778 | Nils Svensson Kyllberg | 1749-      | Organist och klockare |
| 1778      | Sven Persson           |            | Organist och klockare |
| 1779-1786 | Sven Flysell           | 1759-      | Organist och klockare |
| 1787      | Dalin                  |            | Organist och klockare |
| 1788-1815 | Daniel Aschling        | 1751-      | Organist och klockare |
| 1825-1865 | Johannes Aschling      | 1803-      | Organist och klockare |